# Зігбург
Зігбург (нім. Siegburg) — місто в Німеччині, знаходиться в землі Північний Рейн-Вестфалія. Підпорядковується адміністративному округу Кельн. Входить до складу району Райн-Зіг.
Площа — 23,47 км2. Населення становить 41 669 ос. (станом на 31 грудня 2020).

## Міста-побратими
- Болеславець, Республіка Польща
- Гуарда, Португалія
- Ножан-сюр-Марн, Франція
- Сельчук, Туреччина